# Patrik Brydolf
Patrik Brydolf (* 27. November 1991 in Stockholm) ist ein ehemaliger schwedischer Tennisspieler.

## Karriere
Brydolf spielte auf der ITF Junior Tour, wo er bei Grand-Slam-Turnieren 2009 im Doppel der French Open sein bestes Ergebnis – das Halbfinale – erreichte und im Einzel zudem ins Achtelfinale einzog.
2010 startete Brydolf sein erstes richtiges Profijahr, in dem er vor allem auf der ITF Future Tour spielte und das Jahr im Einzel und Doppel je auf dem 622. Rang der Weltrangliste abschloss. Bereits in den Jahren zuvor hatte der Schwede bei den zwei in seinem Heimatland ausgetragenen Turnieren in Båstad 2009 und Stockholm 2008 und Stockholm 2009 Auftritte durch Wildcards im Doppel auf der ATP World Tour gehabt, die jeweils in der ersten Runde endeten. 2011 wurde sein bestes Jahr. Im Einzel zog er bei zwei Futures ins Finale ein, im Doppel gewann er die zwei letzten der vier einzigen Future-Titel seiner Karriere. Zudem kam er zu seinem vierten Einsatz auf der World Tour in Båstad. Sein Karrierehoch im Einzel erreichte er im August mit Platz 523, im Doppel stand er mit Rang 348 im September am höchsten.
2012 spielte er ein ähnliches Jahr, doch beendete es etwas schlechter um Position 600 der Welt. Nachdem er 2013 aus den Top 1000 gefallen war, spielte er erst 2016 wieder gelegentlich Turniere und zog 2017 nochmal in die Top 900 ein. Seitdem ist er die meiste Zeit inaktiv.